# Vyšėjšaja Liha 2008
La Vyšėjšaja Liha 2008 è stata la diciottesima edizione della massima serie del campionato bielorusso di calcio, disputato tra il 6 aprile e il 16 novembre 2008 e conclusosi con la vittoria del BATĖ Borisov, al suo quinto campionato vinto, il terzo consecutivo. I capocannonieri della competizione furono Henadz' Bliz'njuk e Vital' Radyënaŭ (entrambi del BATĖ Borisov) con 16 reti realizzate a testa.

## Stagione

### Novità
Dalla Vyšėjšaja Liha 2007 venne retrocesso in Peršaja Liha il solo Minsk, mentre dalla Peršaja Liha vennero promossi il Savit Mahilëŭ, il Hranit Mikašėvičy e il Ljakamatyŭ Minsk, con un conseguente aumento del numero di squadre partecipanti da 14 a 16.

### Formula
Le 16 squadre partecipanti disputarono un girone all'italiana con partite di andata e ritorno per un totale di 30 partite. La prima classificata, vincitrice del campionato, venne ammessa alla UEFA Champions League 2009-2010. La seconda e la terza classificata vennero ammesse in UEFA Europa League 2009-2010, assieme alla squadra vincitrice della Coppa di Bielorussia; se quest'ultima avesse concluso il campionato al secondo o al terzo posto, la quarta classificata sarebbe stata ammessa in UEFA Europa League. Le ultime tre classificate vennero retrocesse in Peršaja Liha.

## Squadre partecipanti
| Club               | Città         | Stadio                        | Stagione 2007               |
| ------------------ | ------------- | ----------------------------- | --------------------------- |
| BATĖ Borisov       | Barysaŭ       | Stadio Haradzki               | Campione della Bielorussia  |
| Daryda Minski raën | raën di Minsk | Stadio Daryda                 | 11º posto in Vyšėjšaja Liha |
| Dinamo Brėst       | Brėst         | OSK Brestsky                  | 12º posto in Vyšėjšaja Liha |
| Dinamo Minsk       | Minsk         | Stadio Dinamo                 | 9º posto in Vyšėjšaja Liha  |
| Dnjapro Mahilëŭ    | Mahilëŭ       | Spartak Stadium               | 13º posto in Vyšėjšaja Liha |
| Homel'             | Homel'        | Stadyen Central'ny            | 2º posto in Vyšėjšaja Liha  |
| Hranit Mikašėvičy  | Mikašėvičy    | OSK Brestsky (Brėst)          | 2º posto in Peršaja Liha    |
| Ljakamatyŭ Minsk   | Minsk         | Stadyen Haradski (Maladzečna) | 3º posto in Peršaja Liha    |
| MTZ-RIPA Minsk     | Minsk         | Stadio Traktar                | 5º posto in Vyšėjšaja Liha  |
| Naftan             | Navapolack    | Stadyen Atlant                | 7º posto in Vyšėjšaja Liha  |
| Nëman              | Hrodna        | Stadyen Nëman                 | 6º posto in Vyšėjšaja Liha  |
| Šachcër Salihorsk  | Salihorsk     | Stadyen Stroitel              | 3º posto in Vyšėjšaja Liha  |
| Savit Mahilëŭ      | Mahilëŭ       | Stadio Torpedo                | 1º posto in Peršaja Liha    |
| Smarhon'           | Smarhon'      | Stadio Junatsva               | 10º posto in Vyšėjšaja Liha |
| Tarpeda Žodzina    | Žodzina       | Stadio Torpedo                | 4º posto in Vyšėjšaja Liha  |
| Vicebsk            | Vicebsk       | Vitebsky CSK                  | 8º posto in Vyšėjšaja Liha  |

## Classifica finale
|  | Pos. | Squadra            | Pt | G  | V  | N  | P  | GF | GS | DR  |
|  | ---- | ------------------ | -- | -- | -- | -- | -- | -- | -- | --- |
|  | 1.   | BATĖ Borisov       | 67 | 30 | 19 | 10 | 1  | 54 | 20 | +34 |
|  | 2.   | Dinamo Minsk       | 62 | 30 | 19 | 5  | 6  | 49 | 29 | +20 |
|  | 3.   | MTZ-RIPA Minsk     | 57 | 30 | 17 | 6  | 7  | 65 | 37 | +28 |
|  | 4.   | Šachcër Salihorsk  | 51 | 30 | 15 | 6  | 9  | 50 | 35 | +15 |
|  | 5.   | Vicebsk            | 51 | 30 | 14 | 9  | 7  | 39 | 26 | +13 |
|  | 6.   | Dinamo Brėst       | 47 | 30 | 13 | 8  | 9  | 40 | 34 | +6  |
|  | 7.   | Naftan             | 46 | 30 | 13 | 7  | 10 | 41 | 35 | +6  |
|  | 8.   | Smarhon'           | 39 | 30 | 10 | 9  | 11 | 26 | 39 | -13 |
|  | 9.   | Dnjapro Mahilëŭ    | 38 | 30 | 9  | 11 | 10 | 45 | 42 | +3  |
|  | 10.  | Hranit Mikašėvičy  | 36 | 30 | 8  | 12 | 10 | 35 | 34 | +1  |
|  | 11.  | Homel'             | 33 | 30 | 9  | 6  | 15 | 36 | 47 | -11 |
|  | 12.  | Nëman              | 33 | 30 | 8  | 9  | 13 | 36 | 40 | -4  |
|  | 13.  | Tarpeda Žodzina    | 31 | 30 | 7  | 10 | 13 | 25 | 36 | -11 |
|  | 14.  | Ljakamatyŭ Minsk   | 25 | 30 | 6  | 7  | 17 | 28 | 50 | -22 |
|  | 15.  | Savit Mahilëŭ      | 21 | 30 | 5  | 6  | 19 | 28 | 61 | -33 |
|  | 16.  | Daryda Minski raën | 19 | 30 | 4  | 7  | 19 | 25 | 56 | -31 |

Legenda:
      Campione di Bielorussia e ammesso alla UEFA Champions League 2009-2010.
      Ammesso alla UEFA Europa League 2009-2010.
      Retrocesso in Peršaja Liha 2009.
Note:
Tre punti a vittoria, uno a pareggio, zero a sconfitta.

## Risultati

### Tabellone
|                    | BAT  | DiM  | MTZ  | Šac  | Vic  | DiB  | Naf  | Sma  | Dnj  | Hra  | Hom  | Nëm  | TŽo  | LMi  | Sav  | Dar  |
| ------------------ | ---- | ---- | ---- | ---- | ---- | ---- | ---- | ---- | ---- | ---- | ---- | ---- | ---- | ---- | ---- | ---- |
| BATĖ Borisov       | –––– | 2-0  | 4-3  | 5-0  | 1-1  | 1-0  | 2-1  | 2-2  | 2-2  | 1-1  | 2-0  | 0-0  | 2-1  | 1-0  | 3-0  | 1-0  |
| Dinamo Minsk       | 2-1  | –––– | 2-0  | 1-0  | 1-2  | 1-4  | 3-0  | 2-1  | 1-0  | 1-1  | 3-1  | 3-0  | 0-1  | 2-1  | 3-2  | 2-2  |
| MTZ-RIPA Minsk     | 0-0  | 0-1  | –––– | 1-1  | 1-2  | 4-0  | 0-2  | 1-0  | 3-1  | 2-0  | 3-1  | 1-1  | 4-2  | 3-1  | 6-2  | 3-3  |
| Šachcër Salihorsk  | 0-2  | 0-1  | 2-1  | –––– | 2-1  | 0-2  | 3-0  | 0-1  | 0-0  | 1-0  | 1-1  | 3-2  | 1-0  | 3-1  | 3-4  | 1-0  |
| Vicebsk            | 0-2  | 1-0  | 0-3  | 3-0  | –––– | 1-0  | 1-1  | 2-0  | 2-4  | 2-1  | 1-1  | 1-0  | 0-0  | 0-0  | 2-0  | 0-0  |
| Dinamo Brest       | 1-3  | 1-1  | 0-2  | 2-1  | 1-0  | –––– | 0-2  | 0-0  | 0-0  | 1-1  | 1-0  | 1-1  | 2-0  | 1-0  | 4-1  | 2-1  |
| Naftan             | 1-2  | 1-1  | 2-3  | 1-1  | 0-0  | 0-0  | –––– | 3-1  | 2-0  | 1-0  | 1-2  | 1-0  | 0-0  | 2-1  | 2-0  | 1-0  |
| Smarhon'           | 0-0  | 0-1  | 1-1  | 0-4  | 0-3  | 2-3  | 2-1  | –––– | 1-0  | 1-0  | 2-1  | 2-2  | 0-0  | 0-0  | 0-0  | 3-1  |
| Dnjapro Mahilëŭ    | 3-3  | 3-1  | 1-2  | 2-2  | 1-1  | 2-1  | 1-1  | 5-0  | –––– | 0-1  | 1-1  | 2-1  | 2-1  | 2-1  | 1-1  | 2-1  |
| Hranit Mikašėvičy  | 2-2  | 2-3  | 1-3  | 0-0  | 1-4  | 2-2  | 3-1  | 3-0  | 2-3  | –––– | 1-1  | 1-1  | 0-0  | 0-1  | 1-0  | 1-1  |
| Homel'             | 0-2  | 0-2  | 3-1  | 2-6  | 1-2  | 2-0  | 3-2  | 0-1  | 4-3  | 2-4  | –––– | 2-2  | 0-1  | 1-0  | 1-0  | 2-0  |
| Nëman              | 0-2  | 0-1  | 1-1  | 1-2  | 2-1  | 1-2  | 1-2  | 0-0  | 2-1  | 0-1  | 1-0  | –––– | 1-0  | 2-1  | 1-1  | 2-1  |
| Tarpeda Žodzina    | 0-0  | 0-1  | 0-2  | 1-3  | 1-1  | 1-1  | 0-3  | 1-3  | 0-0  | 0-2  | 0-3  | 2-1  | –––– | 6-2  | 1-0  | 2-0  |
| Ljakamatyŭ Minsk   | 0-3  | 2-2  | 0-3  | 0-4  | 0-3  | 2-0  | 4-0  | 1-2  | 2-1  | 0-0  | 0-0  | 0-4  | 1-1  | –––– | 2-0  | 2-2  |
| Savit Mahilëŭ      | 0-1  | 1-4  | 1-2  | 0-4  | 1-2  | 1-4  | 1-4  | 2-0  | 1-1  | 0-0  | 2-0  | 3-5  | 0-2  | 2-1  | –––– | 1-1  |
| Daryda Minski raën | 0-2  | 0-3  | 3-6  | 0-2  | 1-0  | 1-4  | 0-3  | 0-1  | 2-1  | 0-3  | 2-1  | 2-1  | 1-1  | 0-2  | 0-1  | –––– |

## Statistiche

### Classifica marcatori
| Gol |  |  | Giocatore           | Squadra         |
| --- |  |  | ------------------- | --------------- |
| 16  |  |  | Henadz' Bliz'njuk   | BATĖ Borisov    |
| 16  |  |  | Vital' Radyënaŭ     | BATĖ Borisov    |
| 15  |  |  | Arcëm Kancavy       | MTZ-RIPA Minsk  |
| 14  |  |  | Aljaksandr Haŭruška | Dnjapro Mahilëŭ |
| 13  |  |  | Dzmitryj Mazaleŭski | Dinamo Brest    |
| 13  |  |  | Ruslan Usaŭ         | Vicebsk         |
| 12  |  |  | Andrėj Šėrakoŭ      | Tarpeda Žodzina |
| 11  |  |  | Aleh Strachanovič   | MTZ-RIPA Minsk  |
| 11  |  |  | Andrėj Cėvan        | Dinamo Brest    |